# Istituto di ricerca biomedica
L'Istituto di Ricerca Biomedica (IRB Barcelona) (nome ufficiale in catalano: Institut de Recerca Biomèdica; in spagnolo: Instituto de Investigación Biomédica; in inglese: Institute for Research in Biomedicine) è un centro dedicato alla ricerca di base e a quella applicata. Al suo interno convergono in un triangolo unico la biologia molecolare e cellulare, la biologia strutturale e computazionale, e la chimica. Riunisce esperti di proteomica, genomica, biostatistica, spettrometria di massa e microscopia digitale avanzata.
L'IRB Barcelona è stato fondato nell'ottobre del 2005 dalla Generalitat de Catalunya (governo autonomo della Catalogna), dall'Università di Barcellona UB e dal Parc Científic de Barcelona (Parco scientifico di Barcellona). Il direttore dell'Istituto è il professor Joan J. Guinovart i Cirera e il Dr. Joan Massagué Solé è Consulente Scientifico. L'Istituto ha ottenuto il premio all'eccellenza promosso dal Ministero della scienza e innovazione spagnolo nel 2011 (attualmente le competenze di questo ministero rientrano in quelle del Ministero di economia e competitività), potendosi così fregiare del titolo di Centro de Excelencia Severo Ochoa.

## Missione
L'obiettivo dell'Istituto è quello di promuovere la ricerca multidisciplinare di eccellenza in un'area nella quale convergono la biologia, la chimica e la medicina, incoraggiare la collaborazione fra enti locali e istituti di ricerca internazionali, fornire formazione biomedica di alto livello al proprio personale di ricerca, agli studenti e ai visitatori, dare impulso all'innovazione e al trasferimento tecnologico e infine attivare un dialogo aperto con il pubblico attraverso attività di divulgazione e di tipo educativo. La missione strategica ultima è quella di trasferire i risultati alla clinica.

## Ubicazione
Tutti i dipartimenti dell'IRB Barcelona, sia quelli amministrativi che quelli scientifici, si trovano all'interno del Parco scientifico di Barcellona (PCB). La zona dove si trova l'IRB Barcelona accoglie inoltre centri di ricerca di diverse imprese del settore farmaceutico e biotecnologico, così come servizi tecnici e piattaforme tecnologiche di ultima generazione.

## Organizzazione
Secondo le indicazioni del Consiglio di amministrazione, della Giunta e del Comitato scientifico internazionale, l'IRB Barcelona si struttura su tre grandi assi:

### Programmi di ricerca
- Biologia cellulare e dello sviluppo: studi sull'espressione genica, la biologia molecolare dello sviluppo, biologia cellulare, genomica funzionale e proteomica dello sviluppo cellulare e embrionario e rigenerazione dei tessuti.
- Biologia strutturale e computazionale: studi sull'analisi strutturale delle interazioni macromolecolari mediante l'impiego di raggi X, RMN, microscopia elettronica, biofisica delle macromolecole, bioinformatica e modelli molecolari.
- Medicina molecolare: ricerca traslazionale sulle basi molecolari delle malattie metaboliche e genetiche, studio degli obiettivi diagnostici o terapeutici, genomica funzionale e proteomica delle patologie.
- Chimica e farmacologia molecolare: disegno e sintesi di molecole piccole e di macromolecole, in particolare nella produzione di biblioteche e nella ottimizzazione di composti sintetici, sviluppo di biotecnologie di selezione molecolare dirette a obiettivi terapeutici e studio delle relazioni tra farmaci e i loro obiettivi.
- Oncologia: studi sui diversi aspetti delle prime fasi della progressione di un tumore, la relazione tra cellule staminali e cancro, così come pure identificazione di programmi genetici che conducono alla metastasi in tessuti specifici. Il lavoro viene svolto in rete con i principali centri di oncologia clinica della zona.

### Piattaforme scientifiche
- Biostatistica/bioinformatica. L'obiettivo di questa unità è quello di sostenere la ricerca collaborativa e offrire servizi di consulenza e risorse per la ricerca quantitativa a tutti i gruppi di ricerca dell'IRB Barcelona.
- Spettroscopia di massa. Questa piattaforma è equipaggiata con spettrometro di alta risoluzione che incorporano tecniche MS.
- Espressione di proteine. La piattaforma mette a disposizione della comunità scientifica un ampio ventaglio di servizi di alto rendimento.
- Genomica funzionale. Lo scopo di questa piattaforma è quello di offrire tecniche di ultima generazione per sviluppare la ricerca genomica.
- Microscopia digitale avanzata. La piattaforma offre una estesa gamma di servizi di microscopia ottica ai gruppi di ricerca dell'IRB Barcelona e del Parco scientifico di Barcellona (PCB).
- Topi mutanti. Questa piattaforma genera modelli murini di malattie per i ricercatori dell'IRB Barcelona e per i loro collaboratori.
- Servizio di iniezione della Drosophila.

I ricercatori dell'Istituto di ricerca biomedica hanno anche accesso a servizi e piattaforme del Parco scientifico di Barcellona (PCB), dove sono ubicati i laboratori dell'Istituto, all'unità dei servizi tecnico-scientifici dell'Università di Barcellona (UB) e a un insieme di piattaforme tecnologiche, anch'esse ubicate nel parco.

### Amministrazione

#### Consiglio di Amministrazione
Il Consiglio di Amministrazione (Patronat in catalano) è il massimo organo di governo dell'Istituto. È responsabile della supervisione delle attività di ricerca, approvare i fondi operativi e vigilare che vengano raggiunti gli obiettivi di ricerca annuali. Si compone di 11 membri ed è presieduto dall'assessore alla salute (Conseller de Salut) della Generalitat de Catalunya, attualmente l'onorevole Boi Ruiz i Garcia.

#### Giunta direttiva
Compiti principali della Giunta direttiva sono quelli della supervisione del lavoro direttivo dell'Istituto, vigilare sull'esecuzione e sul progresso delle funzioni delegate dal Consiglio di Amministrazione e di promuovere le attività di ricerca. La Giunta è presieduta dal Direttore generale della ricerca della Generalitat de Catalunya, attualmente il Sig. Josep Maria Martorell i Rodón.

#### Comitato scientifico internazionale
La ricerca svolta dall'IRB Barcelona viene regolarmente valutata da un Comitato scientifico internazionale che comprende 14 eminenti scienziati internazionali nel campo della biomedicina. Compito principale del comitato è quello di orientare la direzione dell'IRB Barcelona nella progettazione di una strategia scientifica e delle relative attività di ricerca.
Alla data del 1º gennaio 2012, fanno parte del comitato: Dr. Dario Alessi, University of Dundee, Dundee – Regno Unito; Dr. Michael Czech, University of Massachusetts Boston, Boston – USA; Dr. José Elguero, Consejo Superior de Investigaciones Científicas (CSIC), Madrid – Spagna; Dr. Samuel H. Gellman, University of Wisconsin, Madison, Wisconsin – USA; Dr. David M. Glover, University of Cambridge, Cambridge – Regno Unito; Dr. Andrew Hamilton, Oxford University, Oxford – Regno Unito
Dr. Robert Huber, Max-Planck-Institut fuer Biochemie, Martinsried – Germania; Dr. Tim Hunt, Imperial Cancer Research Fund, London – Regno Unito; Dr. Luis F. Parada, Ph.D. UT Southwestern Medical Center, Dallas – USA; Dr. Dinshaw J. Patel, Memorial Sloan-Kettering Cancer Center, New York – USA; Dr. Gertrud Schupbach, Princeton University, Princeton – USA; Dr. Charles J. Sherr, Howard Hughes Medical Institute, Tennessee – USA; Dr. Giulio Superti-Furga, CeMM Center for Molecular Medicine of the Austrian Academy of Sciences, Vienna – Austria; Dr. Karen Vousden, The Beatson Institute for Cancer Research, Glasgow- Regno Unito.

## Relazioni istituzionali

### Fonti di finanziamento
L'IRB Barcelona è finanziato principalmente dalla Generalitat de Catalunya (il governo autonomo del governo locale catalano), attraverso il Dipartimento della Salute e il Dipartimento di Economia e Conoscenza. Altri fondi di finanziamento aggiuntivi provengono dal ministero di Economia e Competitività spagnolo e dall'Unione Europea, mediante il Fondi europeo di sviluppo regionale (FESR). Riceve altresì finanziamento per progetti competitivi di agenzie pubbliche e private – nazionali ed europee – e da patrocinatori privati.